# Sífutás az 1980. évi téli olimpiai játékokon
Az 1980. évi téli olimpiai játékokon a sífutás versenyszámait Lake Placidben rendezték február 14. és 23. között.

## Részt vevő nemzetek
A versenyeken 24 nemzet 131 sportolója vett részt.
- Argentína (ARG) (3)
- Ausztrália (AUS) (1)
- Bulgária (BUL) (4)
- Csehszlovákia (TCH) (8)
- Dél-Korea (KOR) (3)
- Egyesült Államok (USA) (10)
- Finnország (FIN) (12)
- Franciaország (FRA) (6)
- Izland (ISL) (3)
- Japán (JPN) (1)
- Jugoszlávia (YUG) (2)
- Kanada (CAN) (5)
- Kína (CHN) (2)
- Lengyelország (POL) (1)
- Mongólia (MGL) (1)
- Nagy-Britannia (GBR) (3)
- NDK (GDR) (6)
- NSZK (FRG) (8)
- Norvégia (NOR) (13)
- Olaszország (ITA) (7)
- Spanyolország (ESP) (2)
- Svájc (SUI) (10)
- Svédország (SWE) (11)
- Szovjetunió (URS) (11)

## Éremtáblázat
(Az egyes számoszlopok legmagasabb értéke, vagy értékei vastagítással kiemelve.)
| Az 1980. évi téli olimpiai játékok éremtáblázata sífutásban | Az 1980. évi téli olimpiai játékok éremtáblázata sífutásban | Az 1980. évi téli olimpiai játékok éremtáblázata sífutásban | Az 1980. évi téli olimpiai játékok éremtáblázata sífutásban | Az 1980. évi téli olimpiai játékok éremtáblázata sífutásban | Olimpia  |
| ----------------------------------------------------------- | ----------------------------------------------------------- | ----------------------------------------------------------- | ----------------------------------------------------------- | ----------------------------------------------------------- | -------- |
|                                                             | Ország                                                      | Arany                                                       | Ezüst                                                       | Bronz                                                       | Összesen |
| 1.                                                          | Szovjetunió (URS)                                           | 4                                                           | 2                                                           | 1                                                           | 7        |
| 2.                                                          | NDK (GDR)                                                   | 2                                                           | 0                                                           | 0                                                           | 2        |
| 3.                                                          | Svédország (SWE)                                            | 1                                                           | 0                                                           | 0                                                           | 1        |
|                                                             |                                                             |                                                             |                                                             |                                                             |          |
| 4.                                                          | Finnország (FIN)                                            | 0                                                           | 4                                                           | 2                                                           | 6        |
| 5.                                                          | Norvégia (NOR)                                              | 0                                                           | 1                                                           | 2                                                           | 3        |
|                                                             |                                                             |                                                             |                                                             |                                                             |          |
| 6.                                                          | Bulgária (BUL)                                              | 0                                                           | 0                                                           | 1                                                           | 1        |
| 6.                                                          | Csehszlovákia (TCH)                                         | 0                                                           | 0                                                           | 1                                                           | 1        |
|                                                             |                                                             |                                                             |                                                             |                                                             |          |
| Összesen                                                    | Összesen                                                    | 7                                                           | 7                                                           | 7                                                           | 21       |

## Érmesek

### Férfi
| Az 1980. évi téli olimpiai játékok érmesei férfi sífutásban |                                                                                                  |            |                                                                               |            |                                                                                        |            |
| Versenyszám                                                 | Arany                                                                                            | Arany      | Ezüst                                                                         | Ezüst      | Bronz                                                                                  | Bronz      |
| 15 km                                                       | Thomas Wassberg · Svédország (SWE)                                                               | 41:57,63   | Juha Mieto · Finnország (FIN)                                                 | 41:57,64   | Ove Aunli · Norvégia (NOR)                                                             | 42:28,62   |
| 30 km                                                       | Nyikolaj Zimjatov · Szovjetunió (URS)                                                            | 1:27:02,80 | Vaszilij Rocsev · Szovjetunió (URS)                                           | 1:27:34,22 | Ivan Lebanov · Bulgária (BUL)                                                          | 1:28:03,87 |
| 50 km                                                       | Nyikolaj Zimjatov · Szovjetunió (URS)                                                            | 2:27:24,60 | Juha Mieto · Finnország (FIN)                                                 | 2:30:20,52 | Alekszandr Zavjalov · Szovjetunió (URS)                                                | 2:30:51,52 |
| 4 × 10 km, váltó                                            | Szovjetunió (URS) · Vaszilij Rocsev · Nyikolaj Bazsukov · Jevgenyij Beljajev · Nyikolaj Zimjatov | 1:57:03,46 | Norvégia (NOR) · Lars Erik Eriksen · Per Knut Aaland · Ove Aunli · Oddvar Brå | 1:58:45,77 | Finnország (FIN) · Harri Kirvesniemi · Pertti Teurajärvi · Matti Pitkänen · Juha Mieto | 2:00:00,18 |

### Női
| Az 1980. évi téli olimpiai játékok érmesei női sífutásban |                                                                                        |            |                                                                                             |            |                                                                           |            |
| Versenyszám                                               | Arany                                                                                  | Arany      | Ezüst                                                                                       | Ezüst      | Bronz                                                                     | Bronz      |
| 5 km                                                      | Raisza Szmetanyina · Szovjetunió (URS)                                                 | 15:06,92   | Hilkka Riihivuori-Kuntola · Finnország (FIN)                                                | 15:11,96   | Květa Jeriová · Csehszlovákia (TCH)                                       | 15:23,44   |
| 10 km                                                     | Barbara Petzold · NDK (GDR)                                                            | 30:31,54   | Hilkka Riihivuori-Kuntola · Finnország (FIN)                                                | 30:35,05   | Helena Kivioja-Takalo · Finnország (FIN)                                  | 30:45,25   |
| 4 × 5 km, váltó                                           | NDK (GDR) · Marlies Rostock · Carola Anding · Veronika Hesse-Schmidt · Barbara Petzold | 1:02:11,10 | Szovjetunió (URS) · Nyina Baldicsova · Nyina Rocseva · Galina Kulakova · Raisza Szmetanyina | 1:03:18,30 | Norvégia (NOR) · Brit Pettersen · Anette Bøe · Marit Myrmæl · Berit Aunli | 1:04:13,50 |